# 野崎徳洲会病院
野崎徳洲会病院（のざきとくしゅうかいびょういん）は、大阪府大東市にある民間病院である。徳洲会の病院としては全国で2番目の病院である。

## 沿革
- 1975年10月1日 - 開院。
- 1979年12月 - 新館を増築。
- 2006年5月 - 現在地に新築移転。
- 2019年9月 - 大阪コロナ重症センター開設。

## 診療科
- 内科
- 乳腺外科
- 外科
- 歯科・口腔外科
- 消化器内科
- 循環器内科
- 整形外科
- 泌尿器科
- 眼科
- 心臓血管外科
- 神経内科
- 脳神経外科
- 皮膚科
- 婦人科（電話で確認してください）
- 放射線科
- リハビリテーション科
- 麻酔科
- 小児科
- 救急科

## 交通アクセス
- 学研都市線（JR西日本）住道駅または野崎駅から徒歩約15分。住道駅南口および野崎駅西口（旧病院）から送迎バスあり。
- 住道駅から近鉄バス30番東花園駅前行きもしくは16番生駒登山口行きに乗車、「谷川」停留所下車すぐ。